# Ресурс-П
«Ресурс-П» («П» — «перспективный») — космическая система российских государственных космических аппаратов, предназначенная для дистанционного зондирования Земли (ДЗЗ) в видимом и ближнем инфракрасном диапазонах электромагнитного спектра. Является развитием проекта «Ресурс-ДК1».
Всего по состоянию на январь 2025 было запущено пять спутников «Ресурс-П».

## Назначение космической системы
Данные, получаемые космической системой используются для решения следующих задач:
- инвентаризация и мониторинг природных ресурсов (сельскохозяйственных и лесных угодий, пастбищ, районов промысла морепродуктов) и контроль хозяйственных процессов для обеспечения рациональной деятельности в сельской, лесной, рыбной, водной и других отраслях хозяйства;
- мониторинг районов чрезвычайных ситуаций с целью выявления стихийных бедствий, аварий, катастроф, а также оценка их последствий с целью планирования восстановительных мероприятий;
- получение данных для составления и обновления общегеографических, тематических и топографических карт различного масштаба, создание земельного кадастра;
- контроль загрязнения и деградации окружающей среды, в том числе экологический контроль в районах геологоразведочных работ и добычи полезных ископаемых, выявление и изучение загрязнений окружающей среды;
- контроль водоохранных и заповедных районов;
- информационное обеспечение поиска нефти, природного газа, рудных и других месторождений полезных ископаемых;
- контроль застройки территорий, получение данных для инженерной оценки местности в интересах хозяйственной деятельности;
- информационное обеспечение прокладки магистралей и крупных сооружений, автомобильных, железных дорог, нефте- газопроводов, систем связи;
- обнаружение незаконных посевов наркосодержащих растений и контроль их уничтожения;
- оценка ледовой обстановки.

Также, при исследовании спутниковых снимков в различных спектральных диапазонах можно определять зрелость злаковых на полях, биологическую чистоту водоёмов и уровень засолённости почвы.
Потребителями информации космической системы являются федеральные и региональные органы государственной власти, их подведомственные организации (например, Министерство природных ресурсов, МЧС, Росрыболовство, Росгидромет), а также юридические и физические лица.
Имеют возможности объектовой и маршрутной съёмок. Возможна стереосъёмка маршрутов протяжённостью до 115 км; съёмка площадок до 100х300 км.
Координатная привязка снимков имеет среднеквадратическую ошибку не более 10—15 м. Обеспечивая 1:100 000 и 1:150 000 масштабы съёмки.

## Стоимость космической системы
22.12.2014 между Федеральным космическим агентством и РКЦ Прогресс был заключён контракт ценой ₽ 10 216 458 000,00 «Изготовление и оказание услуг по транспортировке на космодром "Байконур" (поставка) двух космических аппаратов "Ресурс-П" № 4 и № 5».

## Описание аппаратов

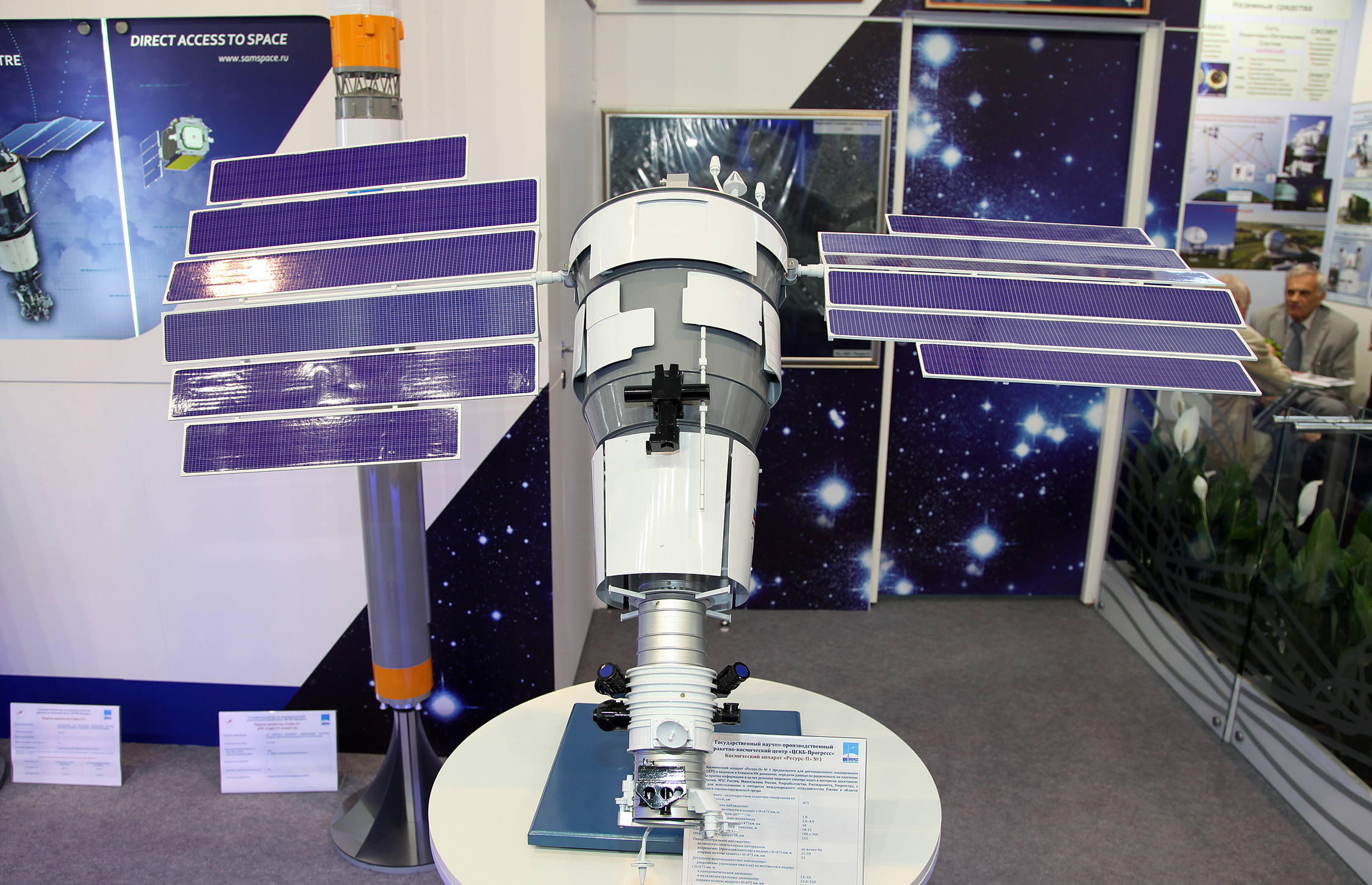
Макет спутника «Ресурс-П» на МАКС-2013

Космический аппарат «Ресурс-П» состоит из следующих частей:
- агрегатный отсек;
- приборный отсек;
- отсек целевой аппаратуры;
- внешние установки (батарея солнечная).

Целевая аппаратура:
- Оптико-электронная аппаратура «Геотон-Л1» с системой приёма и преобразования информации (СППИ) «Сангур-1У»;
- Гиперспектральная аппаратура (ГСА);
- Комплекс широкозахватной мультиспектральной съёмочной аппаратуры:
  - широкозахватная мультиспектральная аппаратура среднего разрешения (ШМСА-СР);
  - широкозахватная мультиспектральная аппаратура высокого разрешения (ШМСА-ВР);
- Бортовая аппаратура системы высокоскоростной радиолинии связи.

С помощью прибора «Геотон-Л1» спутник может получать высокодетальную съёмку земной поверхности с разрешением 70 см в панхроматическом режиме и не хуже 3—4 м в 5 спектральных полосах. Ширина полосы земной поверхности, снимаемой за один пролёт — 38 км (при съёмке в надир с высоты 475 км), что является лучшим показателем среди зарубежных и отечественных КА при данном пространственном разрешении.
Также имеется комплекс гиперспектральных наблюдений (ГСА) в 96—255 интервалах (длина волны 0,4—1,1 мкм) с разрешением 25—30 м в полосе 25 км.
На аппарате установлено два комплекса широкозахватной мультиспектральной съёмочной аппаратуры: высокого разрешения (ШМСА-ВР) и среднего разрешения (ШМСА-СР). При их использовании обеспечиваются характеристики (ШМСА-ВР и ШМСА-СР): 
разрешение в панхроматическом режиме: 12 м и 60 м соответственно; 
разрешение в 5 спектральных диапазонах: 23,8 м, 120 м; 
ширина полосы захвата 97 км, 441 км.
Объектив «Актиний 4АМ», масса которого составляет 310 кг, имеет апертуру 500 мм, и фокусное расстояние 4000 мм, при линейном поле зрения в пространстве изображения 6°.
Производительность съёмки оценивается в 1 млн км² в сутки, максимальная протяжённость территории земной поверхности, отснятая за одно включение, составляет две тысячи километров.
Создатели спутника утверждают, что по качеству передаваемой полезной информации «Ресурс-П» не уступает зарубежным КА, например, Ikonos-2 (США), запущенному в 1999 году, и двум КА Pleiades (Франция), запущенным в 2011 и 2012 годах.
Управление КА осуществляется из Центра управления полётами ЦНИИМаш.

#### Модернизация «Ресурс-П» № 4 и «Ресурс-П» № 5
Начиная с «Ресурс-П» № 4 в блоке целевой аппаратуры установлено два блока ШМСА-ВР (широкозахватной мультиспектральной аппаратуры высокого разрешения) вместо одного блока ШМСА-ВР и одного блока ШМСА-СР. Благодаря этому, увеличена ширина полосы захвата с 97 до 180 км.

## Спутники
| Спутник         | Дата запуска | Выведен на орбиту     | Космодром | Ракета- носитель | Номер полёта | SCN   | Примечание                                             |
| --------------- | ------------ | --------------------- | --------- | ---------------- | ------------ | ----- | ------------------------------------------------------ |
| «Ресурс-П» № 1  | 25.06.2013   | 25.06.2013 в 21:28:48 | Байконур  | Союз-2.1б        | 2013-030A    | 39186 | Выведен из состава орбитальной группировки 30.12.2021. |
| «Ресурс-П» № 2  | 26.12.2014   | 26.12.2014 в 21:55    | Байконур  | Союз-2.1б        | 2014-087A    | 40360 | Выведен из состава орбитальной группировки 10.10.2018. |
| «Ресурс-П» № 3  | 13.03.2016   | 13.03.2016 в 21:56    | Байконур  | Союз-2.1б        | 2016-016A    | 41386 | На начало 2022 — в работе                              |
| «Ресурс-П» № 4  | 31.03.2024   | 31.03.2024 в 12:36:45 | Байконур  | Союз-2.1б        | 2024-061A    | 59371 | Принят в эксплуатацию с 15 июня 2024 года              |
| «Ресурс-П» № 5  | 25.12.2024   | 25.12.2024 в 10:45:42 | Байконур  | Союз-2.1б        | 2024-250A    | 62430 | Принят в эксплуатацию с 31 марта 2025 года             |
| «Ресурс-ПМ» № 1 | 2026         |                       |           |                  |              |       |                                                        |
| «Ресурс-ПМ» № 2 | 2027         |                       |           |                  |              |       |                                                        |

### «Ресурс-П» № 1
Запуск произведён 25 июня 2013 года в 21:38 мск с космодрома «Байконур» с помощью ракеты-носителя «Союз-2.1б».
В случае катастроф оперативные и архивные снимки со спутника Ресурс-П № 1, а также их анализ могут бесплатно предоставляться членам международной Хартии по космосу и крупным катастрофам.
По данным на 26 ноября 2018 года срок службы КА закончился, но он продолжал функционировать..
По сообщению космического командования ВС США (SPACECOM), 26 июня 2024 года космический аппарат «Ресурс-П», находившийся на низкой орбите, распался на отдельные фрагменты. Параллельно с этим пресс-служба «Роскосмоса» напомнила, что аппарат был выведен из эксплуатации в 2022 году.

### «Ресурс-П» № 2
Запуск произведён 26 декабря 2014 года с космодрома Байконур при помощи ракеты-носителя «Союз-2.1б».
Благодаря установленной на спутнике гиперспектральной съёмочной аппаратуре появилась возможность одновременной съёмки одного и того же участка земной поверхности в большом количестве узких спектральных диапазонов, охватывающих видимую часть спектра и ближнюю часть инфракрасного диапазона. Также на борту установлен бортовой радиокомплекс, предназначенный для приёма радиосигналов с морских судов и их автоматической идентификации.
Спутник дважды выходил из строя в 2016 и 2017 годах из-за проблем с системой терморегулирования и бортовой вычислительной системой.
В ноябре 2018 года был выведен из состава орбитальной группировки, не отработав по назначению положеные пять лет.

#### Комплекс научной аппаратуры «Нуклон»
На спутнике «Ресурс-П» № 2 был установлен комплекс научной аппаратуры «Нуклон», орбитального телескопа для исследования галактических космических лучей сверхвысоких энергий и их химического состава. Разработку телескопа осуществил НИИ ядерной физики МГУ. Изначально «Нуклон» предполагалось запустить как отдельный малый космический аппарат «Коронас-Нуклон» массой 750 кг, однако в 2012 году было решено отказаться от отдельного КА, а научное оборудование проекта «Нуклон» установить на «Ресурс-П» № 2.

### «Ресурс-П» № 3
В мае 2012 года было начато изготовление третьего спутника.
В декабре 2015 года он был доставлен на космодром Байконур, запуск состоялся 13 марта 2016 года.
Однако, одна из солнечных батарей КА раскрылась не полностью, причём устранить эту проблему с помощью двух манёвров по выведению аппарата на рабочую орбиту не удалось. Несмотря на то, что проблемная батарея давала лишь половину предусмотренной мощности, в целом спутник получал достаточно энергии для полноценной работы и планировалось, что он отработает весь положенный срок — 5 лет.
6 сентября 2016 гендиректор РКЦ «Прогресс», изготовителя аппарата, сообщил о полном раскрытии солнечной батареи спутника и начале его штатной эксплуатации.
19 мая 2017 года было сообщено, что спутник вышел из строя (последние снимки были получены в феврале 2017 года) из-за отказа передатчиков высокоскоростной радиолинии. Из положенных пяти лет по целевому назначению аппарат функционировал пять месяцев.
22 апреля 2020 года после полуторагодового перерыва спутник вернули к работе.
В 2022 году «Ресурс-П» № 3, несколько лет находившийся в бездействии, совершил крупный и потенциально опасный манёвр, приблизившись к КА «Космос-2562», заявили в компании LeoLabs. В октябре 2023 года «Ресурс-П» № 3 совершил очередной манёвр, на этот раз космический аппарат вовсе ушел с орбиты и, по предположениям экспертов, больше не существует..

### «Ресурс-П» № 4
В 2018 году гендиректор РКЦ «Прогресс» Дмитрий Баранов сообщал, что предприятие уже занимается строительством спутников «Ресурс-П» № 4 и № 5; запуск этих аппаратов планировался на 2019 и 2020 годы соответственно (перенесён сперва на 2021, далее на 2022 год).
31 марта 2024 года в 12:36:45,626 по московскому времени с 31-й площадки космодрома Байконур выполнен пуск ракеты-носителя «Союз-2.1б» с космическим аппаратом дистанционного зондирования Земли «Ресурс-П» № 4. Выведение спутника на заданную орбиту и его отделение от третьей ступени ракеты-носителя прошли в штатном режиме.
5 апреля проведена первая съемка с использованием оптико-электронной аппаратуры высокодетального разрешения «Геотон-Л1» с системой приёма и преобразования информации «Сангур-1У». Оптико-электронная аппаратура осуществляет съёмку земной и водной поверхности в панхроматическом и мультиспектральных каналах с пространственным разрешением 70 см и полосой захвата до 38 км.
15 июня возможность заказа съёмки со спутника стала доступна для потребителей.

### «Ресурс-П» № 5
25 декабря 2024 года в 10:45:42 по московскому времени с 31-й площадки космодрома Байконур специалисты предприятий Госкорпорации «Роскосмос» осуществили пуск ракеты-носителя «Союз-2.1б» с космическим аппаратом дистанционного зондирования Земли «Ресурс-П» № 5. Выведение спутника на заданную орбиту и его отделение от третьей ступени ракеты-носителя прошли в штатном режиме.
3 января 2025 года со спутника были получены первые снимки поверхности Земли.